# Stonecrest
Stonecrest är en stad i DeKalb County i Georgia. Folkmängden uppskattades år 2019 att vara 54 925 invånare.